# Bestanden
Bestanden (Engels: Files), voorheen Nautilus, is een vrij computerprogramma voor bestandsbeheer geschreven voor Linux, BSD, Solaris en Unix. De oudere naam Nautilus verwees naar een geslacht van inktvissen en had als logo de schelp van een inktvis.

## Ontwikkelgeschiedenis
Het werd ontwikkeld door Eazel. Het oorspronkelijke programma was zeer uitgebreid, maar ook langzaam en met fouten. Toen Eazel met de ontwikkeling stopte, is het door vrijwilligers overgenomen, die Nautilus sterk vereenvoudigd hebben.

## Functionaliteiten
Met Bestanden is het mogelijk om bestanden op de harde schijf te bekijken. Een extra functie is dat van de locatie ook een webpagina gemaakt kan worden. Daarvoor gebruikt Files onderdelen van een webbrowser, waarvan het resultaat in het Files-venster wordt getoond.
In GNOME tot versie 2.22 gebruikte Nautilus GnomeVFS als virtueel bestandssysteem, sinds versie 2.22 wordt GVFS gebruikt.
Nautilus Elementary legt de nadruk op eenvoud in bediening.